# Plotius breviusculus
Plotius breviusculus är en spindelart som beskrevs av Simon 1902. Plotius breviusculus ingår i släktet Plotius och familjen hoppspindlar. Inga underarter finns listade i Catalogue of Life.